# 沙普基納河
沙普基納河是俄羅斯的河流，屬於伯朝拉河的右支流，由涅涅茨自治區和科密共和國負責管轄，河道全長499公里，流域面積約6,570平方公里，河水主要來自融雪。